# Aurore Mimosa Munyangaju
Aurore Mimosa Munyangaju, née Aurore Mimosa, est une femme politique et d'affaires rwandaise, ministre des sports à du pays à partir de 2019.

## Biographie
Aurore Mimosa Munyangaju a un master en administration des entreprises et gestion de projet de l'université de Maastricht. Elle joue au volleyball et au basketball enfant, et intègre la ligue nationale de basketball.
Aurore Mimosa Munyangaju travaille dans les services financiers. Elle joue un rôle important dans la création de la première entreprise d'échange de valeurs mobilières, ainsi que dans la première bourse d'échange de commodités d'Afrique de l'Est. Elle devient ensuite Président-directeur général de l'entreprise d'assurance vie SONARWA, qui appartient à la banque nationale du Rwanda. Elle fait partie du conseil d'administration de New Faces New Voices, une association africaine visant à soutenir les femmes dans le secteur financier, et de COPEDU, une institution de microfinance rwandaise.
Le 5 novembre 2019, elle est nommée ministre des sports, première à ce rôle : l'ancien ministère des Sports et de la culture est divisé en deux entités, dont la sienne. Elle travaille notamment sur le sujet du tourisme sportif.